# Boeing B-17 Flying Fortress
Boeing B-17 Flying Fortress ("Flyvende fæstning") er et firemotors tungt bombefly, udviklet i 1930erne for United States Army Air Corps (USAAC). Det konkurrerede imod firmaerne Douglas og Martin for en kontrakt på at bygge 200 bombefly. Boeings model (prototype Model 299/XB-17) havde bedre specifikationer end begge konkurrenterne, og overtraf USAACs krav til flyet. Selv om Boeing tabte kontrakten (til Douglas B-18 Bolo) fordi prototypen havarerede, bestilte USAAC yderligere 13 stk. B-17 til yderligere evaluering. Fra sin introduktion i 1938, blev B-17 Flying Fortress videreudviklet igennem adskillige designforbedringer, og endte med at blive verdens tredjemest producerede bombefly, efter B-24 og multirolle-flyet Ju 88.
B-17 gjorde primært tjeneste ved United States Army Air Forces (USAAF) og blev benyttet til dagangreb under 2.verdenskrigs strategiske bombekampagner imod tyske industrielle og militære mål. USAs Eighth Air Force, baseret på mange forskellige flyvepladser i det sydlige og mellemste England, og Fifteenth Air Force, baseret i Italien, komplementerede RAF Bomber Commands natlige fladebombning under arbejdet med at sikre luftoverlegenhed over byerne, fabrikkerne og krigszonerne i Vesteuropa, unde forberedelserne til invasionen af Frankrig i 1944. B-17 deltog også i noget mindre grad i Stillehavskrigen tidligt under 2. verdenskrig, hvor flyet udførte angreb på japansk skibstrafik og mod japanske flyvepladser.
Allerede fra starten havde USAAC (fra juni 1941, USAAF) betegnet flyet som et strategisk våben; det var en relativt hurtig og højtgående langdistancebomber, der havde ofret noget af kapaciteten til at bære bomber for i stedet at have en svær defensiv bevæbning. B-17 fik et positivt omdømme for robusthed, baseret på beretninger og fotos af svært beskadigede fly, der alligevel returnerede sikkert til deres baser. B-17 fik også et omdømme som en effektiv bomber, og endte med at nedkaste flere bomber end noget andet amerikansk fly under 2. verdenskrig. Af de 1,5 millioner tons bomber der blev nedkastet over Nazi-Tyskland og dets besatte territorier af amerikanske fly, blev 640.000 tons kastet fra B-17 bombere. I tillæg til flyets rolle som bomber, blev B-17 også benyttet som transportfly, ASW fly, til at styre droner, og som search and rescue fly.
I maj 2015 var der stadig ti flyvedygtige B-17; ingen af dem havde fløjet i kamp. I dusinvis af dem er opmagasineret eller udstillet statisk, f eks. på museer. Det ældste af disse fly er en D-model, "The Swoose", som fløj i kamp over Stillehavet og det Karibiske område.

## Udvikling

### Oprindelse
Den 8. august 1934 sendte U.S. Army Air Corps (USAAC) et ønske om en flermotors bomber som erstatning for Martin B-10 i udbud. USAAC ønskede et bombefly der kunne forstærke luftstyrkerne i Hawaii, Panama og Alaska. En af de specificerede egenskaber var at flyet skulle være i stand til at medføre en "brugbar bombelast" ved en flyvehøjde på 3.000 m (10.000 ft) i ti timer, med en topfart på mindst 320 km/t (200 mph).
Det var ønsket, men ikke specificeret, at flyet skulle have en rækkevidde på 3.200 km (2.000 mi) og en hastighed på 400 km/t (250 mph). Det ville blive bestemt hvem der vandt kontrakten ved sammenlignende flyvninger (et "fly-off") mellem Boeings design, Douglas DB-1 og Martin Model 146 på Wright Field i Dayton, Ohio.
Prototypen af B-17, som havde Boeings interne typenummer 'Model 299', var blevet designet af et hold ingeniører ført af E. Gifford Emery og Edward Curtis Wells, og var bygget på Boeings egen regning. Typen kombinerede egenskaber fra firmaets eksperimentelle XB-15 bomber og Model 247 transportflyet. Bevæbningen ombord på B-17 bestod af fem kaliber 7,62 mm (.30 inch) maskingeværer, og med en bombelast på op til 2.200 kg (4800 lb.) placeret i to holdere i bomberummet bag cockpittet. Flyet var udrustet med fire Pratt & Whitney R-1690 "Hornet" stjernemotorer, som hver kunne levere 600 kW (750 hk) i 2.100 m (7000 ft.) flyvehøjde.
Model 299 fløj første gang den 28. juli 1935, med Boeings ledende testpilot Leslie Tower ved styregrejerne. Richard Williams, en journalist ved avisen The Seattle Times, døbte flyet "Flyvende Fæstning" med sin kommentar, "Why, it's a flying fortress!" ("Det er jo en flyvende fæstning") da Model 299 blev rullet ud, med maskingeværer strittende i alle retninger. Affutagen i næsen på flyet var af en usædvanelig konstruktion, og tillod at det enlige maskingevær kunne affyres i næsten alle retninger foran flyet.
Boeing så hurtigt værdien af navnet, og fik det indregistreret som varemærke. I nogle af sine første pressemeddelelser hævdede Boeing også at Model 299 var det første kampfly der kunne fortsætte sin mission, selv hvis en af de fire motorer svigtede. Den 20. august 1935 fløj prototypen fra Seattle til Wright Field på ni timer og tre minutter, med en gennemsnitlig hastighed af 406 km/t (252 mph), langt hurtigere end konkurrenterne.
Ved de sammenlignende flyvninger var den fire-motorede Boeings præstationer langt bedre end det, som de tomotors DB-1 og Model 146 kunne fremvise. Major General Frank Maxwell Andrews fra GHQ Air Force var overbevist om at firemotorede flys evner til at udføre langdistance flyvninger var mere effektive end de kortere flyvestrækninger som tomotors fly kunne udføre, og at B-17 var bedre tilpasset en ny og kommende USAAC doktrin. Hans mening blev delt af de USAAC officerer, der forestod indkøb, og inden konkurrencen var afsluttet foreslog de at der blev indkøbt 65 stk. B-17.
Udviklingen af Boeing Model 299 fortsatte, og den 30. oktober 1935 blev flyet startet af Army Air Corps testpiloten Major Ployer Peter Hill og en af Boeings ansatte, Les Tower, med henblik på endnu en evalueringsflyvning. Besætningen glemte at fjerne rorlåsen ("gust locks"), som fastlåste flyets rorflader mens flyet var parkeret på jorden, og umiddelbart efter takeoff gik flyet ind i en krap stigning, stallede, og styrtede ned. Hill og Tower blev dræbt, de øvrige observatører overlevede med kvæstelser.
Den havarerede Model 299 kunne ikke færdiggøre evalueringen og blev derfor diskvalificeret fra konkurrencen om kontrakten. Selv om USAAC stadig var entusiastiske om flyets potentiale, var hærens embedsmænd afskrækket af prisen; Douglas kunne tilbyde en stykpris på 58.200 US$, baseret på en produktionsordre på 220 fly, sammenlignet med en pris på 99.620 US$ fra Boeing. Hærens stabschef Malin Craig annullerede ordren på de 65 YB-17, og bestilte 133 stk. tomotors Douglas B-18 Bolo i stedet for.
 Det var ikke et totalt tab... men Boeings håb om en betydelig kontakt på bombefly var blevet punkteret.

 — Peter Bowers, 1976

### De første ordrer
Ikke desto mindre havde prototypens ydeevne imponeret USAAC, og den 17. januar 1936 lykkedes det, takket være et juridisk smuthul, at bestille 13 stk. YB-17 (kaldet Y1B-17 efter november 1936 af hensyn til den specielle finansiering) for testformål. YB-17 havde fået en del vigtige ændringer og opgraderinger fra Model 299, inklusive kraftigere Wright R-1820-39 Cyclone motorer. Selv om prototypen var ejet af firmaet og aldrig fik et militært serienummer (selv B-17 designationen blev først officiel i Januar 1936, næsten tre måneder efter prototypens havari), så fik flyet tildelt navnet "XB-17" retroaktivt.
Mellem 1. marts og 4. august 1937, ankom 12 af de 13 Y1B-17 til 2nd Bombardment Group på Langley Field i Virginia for operational udvikling og flyvetests. Et nyt forslag der blev indført var anvendelsen af en preflight checklist (pilotens checkliste) for at undgå uheld af samme type som det der ramte Model 299. På en af de første missioner sendte General Andrews tre B-17 afsted, guided af (dengang) ledende navigatør Løjtnant Curtis LeMay, for at "opfange" og fotografere den italienske oceanliner Rex 980 km (610 mi) ud for USAs atlantkyst. Missionen lykkedes, og blev bredt offentliggjort. Den 13ne Y1B-17 blev leveret til "Material Division" på Wright Field, Ohio, hvor den skulle benyttes til yderligere testflyvninger.
En fjortende Y1B-17 (37-369), som oprindeligt blev bygget for at kunne udføre statiske test af flystellets styrke, blev opgraderet og udstyret med General Electric turboladere, drevet af udstødningen. Flyet skulle have været på vingerne i 1937, men fik problemer med turboladerene, og den første flyvning blev forsinket indtil 29. april 1938. Flyet blev afleveret til hæren den 31. januar 1939. Såsnart testforløbene var overstået blev Y1B-17 og Y1B-17A omdøbt til henholdsvis B-17 og B-17A, for at tilkendegive overgangen til operationel status.
Oppositionen til korpsets indkøb af flere B-17 begyndte at forsvinde, og sidst i 1937 blev yderligere ti fly med typebetegnelsen B-17B bestilt, med henblik på at udruste to bombergrupper, en på vestkysten, den anden på østkysten af USA. De forbedrede fly, med større flaps og ror, og med en solidt indrammet næse bestående af ti stykker plexiglas, blev leveret af fem omgange mellem juli 1939 og marts 1940. I juli 1940 blev der udstedt en ordre på 512 stk. B-17, men da Pearl Harbor blev angrebet var der under 200 B-17 i tjeneste.
I alt 155 stk. B-17 af alle varianter blev leveret mellem 11. januar 1937 og 30. november 1941, men produktionstallet steg hurtigt, og B-17 fik rekorden for den højeste produktionshastighed for store fly. Flyet endte med at gøre tjeneste i hver eneste kampzone i 2. verdenskrig, og da krigen endte i maj 1945 og produktionen af flyet stoppede, var der blevet bygget i alt 12.731 fly af Boeing, Douglas og Vega (en underafdeling af Lockheed).
 Selv om havariet af prototype 299 i 1935 næsten bragte Boeing til fallittens rand, blev det senere set som en velsignelse. I stedet for at bygge fly baseret på eksperimentel teknik, havde Boeing været nødt til at arbejde hårdt for at videreudvikle deres bomber, og havde derfor bedre versioner langt mere klar til produktion end der ellers ville have været muligt. Et af 2. verdenskrigs mest betydelige våben ville være klar til tiden, men kun på et hængende hår.

 — Jeff Ethell, 1985

## Design og varianter
| Variant | Stk.   | Første flyvning   |
| --- | ------ | ----------------- |
| Model 299 | 1      | 28. juli 1935     |
| YB-17 | 13     | 2. december 1936  |
| YB-17A | 1      | 29. april 1938.   |
| B-17B | 39     | 27. juni 1939     |
| B-17C | 38     | 21. juli 1940     |
| B-17D | 42     | 3. februar 1941   |
| B-17E | 512    | 5. september 1941 |
| B-17F (totalt) | 3.405  | 30. maj 1942      |
| B-17F-BO | 2.300  | [ 56 ]            |
| B-17F-DL | 605    | [ 56 ]            |
| B-17F-VE | 500    | [ 56 ]            |
| B-17G (totalt) | 8.680  | 16. august 1943   |
| B-17G-BO | 4.035  |                   |
| B-17G-DL | 2.395  |                   |
| B-17G-VE | 2.250  |                   |
| Total | 12.731 |                   |
| Noter: B-17 blev bygget i Boeing Plant 2 i Seattle, Washington (BO) og startende med B-17F også ved Lockheed Vega, Burbank California (VE) og Douglas Aircraft, Long Beach California (DL) |        |                   |

Flyet gennemløb adskillige ændringer i hvert eneste designtrin og variant. Af de 13 YB-17 der blev bestilt til afprøvning, blev 12 benyttet af 2nd Bomb Group på Langley Field, Virginia, for at udvikle teknikker og procedurer for massiv bombning, og det trettende fly blev anvendt til flyvetests af Material Division på Wright Field, Ohio. Eksperimenter med dette fly førte til anvendelsen af en serie General Electric turboladere som ville blive standard på B-17. Et fjortende fly, YB-17A, var orindeligt kun beregnet til jordtests, men blev opgraderet med turboladerene, og blev omdøbt til B-17A efter testforløbene var overstået.
Efterhånden som produktionslinien blev udviklet, fortsatte Boeings ingeniører med at forbedre det grundlæggende design. For at forbedre flyets egenskaber ved lav fart, fik B-17B et større sideror og større flaps. På B-17C blev de tre dråbeformede kanontårne erstattet med to ovale vinduer til maskingeværerne, plane med skrogets side, og under skroget et enkelt maskingevær i et 'badekar' som stærkt mindede om konstruktionen neden under den tyske Heinkel He 111P-serie mellemtunge bomber.
B-17 modellerne til og med D var designet defensivt; B-17E med den store hale var den første model som var primært fokuseret på offensiv krigsførelse. B-17E var en omfattende revision af Model 299s design: skroget var blevet forlænget med 3 meter (10 ft.); den bageste del af skroget var meget større, større vertikal halefinne, sideror og haleplan; der blev plads til et kanontårn og en agterskytte i den nye hale; næsen, inklusive bombeskyttens 'drivhus'vindue var grundlæggende den samme som i tidligere versioner, men et Sperry elektrisk aktueret kanontårn blev tilføjet på ryggen af flyet lige bag cockpittet. Et ligeledes elektrisk aktueret og bemandet Sperry kugletårn blev placeret umiddelbart bag bomberummet, og afløste et fjernbetjent Bendix kanontårn, som var relativt vanskeligt at betjene. Bendix-tårnet blev kun benyttet på nogle få af de tidlige E modeller, men havde også været benyttet i tidlige modeller af North American B-25 Mitchell. De to Sperry tårne gav flyet en forøgelse af egenvægten på 20%. B-17s turboladede Wright R-1820 Cyclone 9 motorer blev flere gange igennem produktionsforløbet opgraderet til stadigt kraftigere versioner af samme motor, og på tilsvarende vis blev antallet af maskingeværstillinger forøget, for at forbedre flyets effektivitet i kamp.
Det var B-17F varianten, der var den primære version som Eighth Air Force benyttede imod tyskerne i 1943. Denne model havde Sperry kugletårnet som standard, og bombeskyttens 'drivhus'næse var blevet erstattet af en større, fremstillet af plexiglas og næsten uden rammer, for at give et forbedret udsyn fremad.
To eksperimentelle versioner af B-17 blev fløjet under andre navne: XB-38 Flying Fortress og YB-40 Flying Fortress. XB-38 blev benyttet til at teste de væskekølede Allison V-1710 motorer, for det tilfælde at de normalt benyttede Wright-motorer ikke kunne skaffes i tilstrækkeligt antal. Den eneste prototype af XB-38 der kom på vingerne havarerede på sin niende flyvning, og typen blev opgivet. Allison-motoren blev i stedet for benyttet i jagerfly.
YB-40 var en svært bevæbnet modifikation af en standard B-17, og blev forsøgt før langdistance jageren North American P-51 Mustang kom i brug som eskorte. Blandt den ekstra bevæbning var et ekstra tårn på ryggen af flyet, placeret i radiorummet, et fjernbetjent 'hage'kanontårn under næsen og dobbelte 12,7mm (.50 in.) maskingeværer i begge stillinger på siden af skroget. Flyet medførte en ammunitionslast på over 11.000 skud. Disse modifikationer gjorde YB-40 mere end 4.500 kg (10.000 lb.) tungere end en fuldt lastet B-17F. På grund af de tunge modifikationer havde YB-40 vanskeligt med at holde trit med de lettere bombere når bombelasten var kastet, så projektet blev udfaset og opgivet i juli 1943. De sidste produktionsblokke af B-17F fra Douglas-fabrikken overtog dog 'hage'tårnet fra YB-40, og gav dem et stærkt forbedret forsvar forud.
På det tidspunkt hvor den ultimative version, B-17G, fremkom, var antallet af maskingeværer steget fra syv til tretten, designet af skytternes pladser var færdigt, og en del andre justeringer var gjort færdige. B-17G var den sidste version af den Flyvende Fæstning, havde alle ændringer og forbedringer som var indført på forgængeren B-17F, og i alt 8.680 blev bygget. Den sidste blev bygget færdig af Lockheed den 28. juli 1945. Mange B-17G blev ændret til andre opgaver som for eksempel fragtflyvning, test af motorer, og som rekognosceringsfly. Et antal B-17G blev konverteret til search and rescue tjeneste, og blev oprindeligt designeret SB-17G, senere omdøbt til B-17H.
Sidst under 2. verdenskrig blev mindst 25 stk. B-17 strippet for alt oveflødigt udstyr, udrustet med radiofjernstyring og fjernsynskameraer, lastet med 9.100 kg (20.000 lb.) højeksplosivt Torpex sprængstof og benævnt BQ-7 "Aphrodite missiler" for Operation Aphrodite. Operation, som bestod af at flyve de radiofjernstyrede Aphrodite droner ind i deres mål, styret af et ledsagende CQ-17 kontrolfly, blev godkendt den 26. juni 1944, og tildelt 388th Bombardment Group som var udstationeret på RAF Fersfield, en fremskudt base under RAF Knettishall.
De første fire droner blev sendt til Mimoyecques, Siracourt V-1 bunkeren, Watten og Wizernes den 4. august, hvor de kun gjorde ringe skade (installationerne blev senere ødelagt af RAF eskadrille 617). Projektet blev afbrudt efter den uforklarede eksplosion af en drone over England, hvor Løjtnant Joseph P. Kennedy, Jr., storebror til den fremtidige præsident af USA John F. Kennedy, blev dræbt. Eksplosionen skabte skader indenfor en radius af 8 km (5 mi.), og de britiske myndigheder var bekymrede for om et tilsvarende uheld kunne ske igen. Som følge blev Aphrodite projektet nedlagt først i 1945.

## Operationel historie
B-17 begyndte at operere i 2. verdenskrig, til at begynde med for Royal Air Force (RAF) i 1941, og i det sydvestlige Stillehav for U.S. Army. 19th Bombardment Group var blevet udsendt til Clark Field i Filippinerne nogle få uger før det japanske angreb på Pearl Harbor, som de første af en planlagt udvidelse af bomberstyrken i stillehavsområdet. Halvdelen af gruppens B-17 blev ødelagt den 8. december 1941, da de blev fanget på jorden under genoptankning og lastning af bomber til et planlagt angreb imod japanske flyvepladser på Formosa. Den lille gruppe B-17 opererede imod den japanske invasionsstyrke indtil den blev trukket tilbage til Darwin i Australiens Northern Territory. Først i 1942 begyndte 7th Bombardment Group at ankomme til Java med en blandet styrke af B-17 og LB-30/B-24. En eskadrille B-17 fra denne styrke blev udskilt og sendt til Mellemøsten for at deltage i First Provisional Bombardment Group, og blev dermed den første amerikanske B-17 eskadrille der gik i kamp mod tyskerne. Efter nederlaget i Java blev 19th trukket tilbage til Australien, hvorfra de fortsatte kampen, indtil de i 1942 blev sendt hjem af General George C. Kenney. I juli 1942 blev de første USAAF B-17 sendt til England for at forstærke Eighth Air Force. Senere samme år blev to grupper send til Algeriet for at deltage i operationer i Nordafrika sammen med Twelfth Air Force. B-17 blev primært indsat som præcisionsbomber til dagangreb under den strategiske bombekampagne mod tyske mål fra f.eks. ubådsbunkere, havneanlæg, vare- og lagerhuse og flyvepladser til industrielle mål som f.eks. flyvemaskinefabrikker. Under kampagnen imod de tyske flystyrker forud for invasionen i Frankrig, blev angreb fløjet af B-17 og B-24 rettet imod den tyske flyproduktion, mens bomberenes tilstedeværelse tvang Luftwaffes jagerfly i kamp mod de ledsagende allierede jagerfly.
De tidlige modeller viste sig at være mindre egnet til kampanvendelse over Europa, og det var først B-17E der blev indsat med succes af USAAF. Det gensidige forsvar som bombere i tæt formation kunne yde hinanden viste sig utilstrækkeligt, og bomberne måtte have jagereskorte for at kunne operere tilfredsstilende.
Under 2. verdenskrig var 32 oversøiske USAAF kampgrupper verden rundt udrustet med B-17, med det største antal (4.574 fly) i august 1944. B-17 nedkastede 580.631 tons (metrisk) bomber imod europæiske mål, i sammenligning med 410.508 tons nedkastet af Liberator bombere, og 420.520 tons nedkastet af samtlige andre amerikanske flytyper tilsammen. De britiske tunge bombere, Avro Lancaster og Handley Page Halifax, nedkastede henholdsvis 599.028 og 220.676 tons.

### Tjeneste ved RAF
Royal Air Force påbegyndte 2.verdenskrig uden at have tunge bombefly i tjeneste; de største var mellemstore langdistance bombefly som Vickers Wellington, som kun kunne bære op til 2.000 kg bomber. Short Stirling og Handley Page Halifax ville blive briternes primære bombere fra 1941, men for at fylde hullet indgik RAF tidligt i 1940 en aftale med USAAC om at indkøbe 20 stk. B-17C, som fik den britiske designation Fortress I. Den første indsats mod Wilhelmshaven den 8. juli 1941 var en fiasko, men den 24. juli angreb de det tyske slagskib Scharnhorst som lå for anker i Brest, og anrettede betydelig skade på skibet.
Op til september havde RAF mistet otte B-17C i kamp, og havde haft et betydeligt antal mekaniske problemer. Bomber Command opgav dagangreb med Fortress I på grund af flyets dårlige ydelse. Erfaringerne viste både RAF og USAAF at B-17C endnu ikke var klar til kamp, og at typen manglede forbedrede forsvarsvåben, en større bombelast og mere præcise bombemetoder. Ikke desto mindre fortsatte USAAF med at benytte B-17 som dagbomber, på trods af at RAF formodede at dette ville være ineffektivt.
Eftersom Bomber Commands anvendelse af flyet var blevet stærkt indskrænket, overførte RAF de resterende Fortress I fly til Coastal Command for at anvende dem som maritime langdistance patruljefly. Denne gruppe blev forstærket i august 1942 med 19 stk. Fortress Mk II (B-17F) og 45 stk. Fortress Mk IIA (B-17E). En Fortress fra eskadrille 206 sænkede U-627 den 27. oktober 1942, den første af i alt 11 Ubådssænkninger som blev tilskrevet RAF Fortress bombere under krigen.
RAFs eskadrille 223, en del af 100 Group, benyttede et antal B-17 udstyret til elektronisk krigsførelse med et system kaldet den flyvende Cigar (Airborne Cigar, ABC). Systemet blev betjent af tysktalende radiooperatører, som kunne identificere og forstyrre de tyske jordkontrollers udsendelser til deres natjagere. Operatørerne kunne også selv optræde som jordkontrollører, og forsøge at lede natjagerene bort fra bombeflyene.

### Indledende USAAF operationer over Europa
Luftkorpset - omdøbt til United States Army Air Forces (USAAF) den 20. juni 1941 - benyttede B-17 og andre bombefly til at nedkaste bomber fra stor højde ved hjælp af det dengang hemmelige Norden bombesigte, kendt under kodenavnet "Blue Ox". Dette sigte var en optisk/elektromekanisk gyro-stabiliseret analog computer. Sigtet var i stand til, ud fra data leveret af bombeskytten, at bestemme hvornår flyets bomber skulle slippes for at ramme målet. Reelt overtog bombeskytten styringen af flyet det sidste stykke vej inden bomberne blev udløst, og var nødt til at holde flyet stille på en ret kurs de sidste øjeblikke inden bombekastet.
Kort efter indtrædelsen i krigen begyndte USAAF at opbygge den europæiske styrke af B-17E. De første enheder fra Eighth Air Force ankom til High Wycombe, England den 12. maj 1942, og formede 97th Bomb Group. Den 17. august 1942 startede 12 stk. B-17E fra 97th på USAAFs første bombetogt over Europa. Piloten i det ledende fly var Major Paul Tibbets, og han medbragte brigadegeneral Ira Eaker som observatør. Bombeflyene fik tæt eskorte af fire RAF eskadriller Spitfire IX, plus yderligere fem eskadriller Spitfire V til at dække tilbageturen. Togtet gik mod den store rangerbanegård ved Rouen-Sotteville i Frankrig, imens yderligere seks fly fløj et raid langs den franske kyst som afledningsmanøvre. Operationen, som blev udført i god sigtbarhed, var en succes. Der skete kun mindre skade på et enkelt fly, men ikke på grund af fjendtlig indvirkning. Ca. halvdelen af bomberne landede i målområdet. Raidet var en hjælp til at dæmpe de britiske bekymringer om amerikanerenes anvendelse af tunge bombefly over Europa.
Yderligere to grupper ankom samtidigt til England, og medbragte de første B-17F. Denne version ville tjene som AAF's primære tunge bomber imod tyskerne indtil september 1943. Efterhånden som de amerikanske angreb steg i mængde og voldsomhed, blev tyskerne nødt til at øge indsatsen for at afskære eller nedskyde bombeflyene. Et eksempel er forsøget på at bombe Kiel den 13. juni 1943. Modstanden blev så effektiv, at der ikke blev opfordret til bombeflyvninger uden jagereskorte.

### Den kombinerede offensiv
De amerikanske og britiske bomberkommandoers to forskellige strategier blev organiseret under Casablanca-konferencen i Januar 1943. Den resulterende "Kombinerede Bomberoffensiv" skulle svække Wehrmacht, ødelægge den tyske moral og etablere luftovermagt som forberedelse for en offensiv på jorden. USAAFs bombere ville udføre dagangreb, og de britiske operationer – hovedsageligt imod industrielle byer – ville foregå om natten.
"Operation Pointblank" startede med angreb på mål i Vesteuropa. General Ira C. Eaker og Eighth Air Force satte som førsteprioritet angreb på den tyske flyindustri, i særdeleshed samlefabrikker for jagerfly, motorfabrikker og producenter af kuglelejer. Angrebene begyndte i april 1943 imod kraftigt forsvarede fabrikker af stor vigtighed i Bremen og Recklinghausen.
Eftersom bombninger af flyvepladserne ikke i nævneværdig grad forringede tyskernes jagerstyrker, blev yderligere B-17 grupper opstillet, og Eaker beordrede omfattende missioner dybere ind i Tyskland, rettet mod vigtige industrielle mål. 8th Air Force angreb kuglelejefabrikkerne i Schweinfurt, og håbede at dette i betydelig grad kunne hæmme den tyske krigsindustri. Det første angreb, den 17. august 1943, resulterede ikke i kritisk skade på fabrikkerne, eftersom de 230 angribende B-17 blev opfanget af cirka 300 Luftwaffe jagere. Tyskerne skød 36 bombere ned, og 200 besætningsmedlemmer gik tabt. Sammen med et angreb på Regensburg samme dag, blev der mistet 60 stk. B-17 på denne dag.
Det andet raid imod Schweinfurt, den 14. oktober 1943, ville senere blive husket under navnet "Den Sorte Torsdag". Angrebet var succesfuldt og klarede at forstyrre produktionen væsentligt under resten af krigen, men det havde store omkostninger. Af de 291 angribende Fæstninger blev 60 skudt ned over Tyskland, yderligere fem styrtede ned på vej tilbage til England, og endnu 12 blev skrottet efter de omfattende skader de havde lidt – i alt et tab på 77 stk. B-17. Derudover var 122 bombefly blevet beskadiget og havde behov for reparationer før de kunne udføre tjeneste igen. Af de 2.900 deltagende besætningsmedlemmer, vendte 650 ikke tilbage, selvom en del af dem overlevede som krigsfanger. Kun 33 bombere landede uden skader. Disse tab var resultatet af koncentrerede angreb af over 300 tyske jagerfly.
Det bør bemærkes at Generalløjtnant James Doolittle, kommandøren af Eighth Air Force, havde beordret det andet Schweinfurt-angreb aflyst fordi vejret blev dårligere, men de ledende enheder havde allerede entret fjendtligt luftrum og fortsatte missionen. De fleste eskorter fløj tilbage, eller havde slet ikke fundet bomberene.
Disse store tab af besætninger var ikke bærbare. USAAF erkendte de tunge bombeflys sårbarhed over for jagerfly når de opererede alene, og stillede dagbombningerne af Tyskland i bero indtil der blev udviklet eskortejagere der kunne beskytte bombeflyene hele vejen fra United Kingdom til Tyskland og tilbage igen. Samtidigt var det tyske natjagerforsvar blevet mærkbart forbedret og bedre i stand til at imødegå natangreb, og rokkede dermed ved den traditionelle overbevisning om at det var mindre risikabelt at operere i ly af mørket. Bare i oktober 1943 mistede Eighth Air Force 176 bombere, og led lignende tab den 11. Januar 1944 under missioner til Oschersleben, Halberstadt og Braunschweig.
Det fungerede bedre under et tredje raid mod Schweinfurt den 24. februar 1944, under "Big Week" (Operation Argument), hvor der blev rettet bombemissioner imod den tyske flyproduktion. De tyske jagere der imødegik angrebet blev selv mødt af North American P-51 Mustang og Republic P-47 Thunderbolt jagere, udstyret med forbedrede droptanke for at forøge deres rækkevidde, som eskorterede det tunge bombere hele vejen til målet og hjem igen. Jagereskorten reducerede tabsraten til under syv procent, med kun 247 B-17 gået tabt under 3.500 kampflyvninger, mens de tog del i "Big Week" angrebene.
I september 1944 blev B-17 benyttet af 27 af de 42 bombegrupper under Eighth Air Force, og seks af de 21 grupper under Fifteenth Air Force. Selv om der stadigt var store tab blandt bomberne på grund af flak i hele 1944, var krigen i Europa ved at blive vundet af de Allierede, og fra den 27. april 1945, to dage efter den sidste tunge bombemission i Europa, var tabsraten så lav at der ikke længere blev fremsendt erstatningsfly, og antallet af bombere i hver gruppe blev reduceret. Den "kombinerede bomberoffensiv" var reelt overstået.

### Stillehavet
Den 7. december 1941 blev en gruppe på 12 stk. B-17, fire fra 38th (B-17C) og otte fra 88th (B-17E) Reconnaissance Squadrons, fløjet til Pearl Harbor en route til Filippinerne fra Hamilton Field i Californien, og ankom midt under angrebet på Pearl Harbor. Leonard "Smitty" Smith Humiston, co-pilot på en B-17C, AAF S/N 40-2049, rapporterede at han troede at U.S. Navy fejrede bombernes ankomst med en 21-skuds salut. Først derefter indså han at Pearl Harbor var under angreb. Fæstningen kom under angreb fra japanske jagerfly, men besætningen slap uskadt, bortset fra en enkelt mand der fik en hudafskrabning på den ene hånd. Det fjendtlige angreb tvang dem bort fra Hickam Field til Bellows Field. Under landingen kørte flyet ud over enden af startbanen og endte i en grøft, hvorefter det igen blev angrebet fra luften. Selv om flyet oprindeligt blev bedømt som reparerbart, havde 40-2049 fået mere end 200 indskudshuller, og kom aldrig på vingerne igen. Ti af de tolv fæstninger overlevede angrebet.
I 1941 havde Far East Air Force (FEAF) baseret på Clark Field i Filippinerne i alt 35 stk.B-17, og krigsministeriet planlagde at øge antallet til 165. Så snart FEAF fik meddelelse om angrebet på Pearl Harbor, sendte General Lewis H. Brereton sine bombere og jagerfly på forskellige typer patruljemissioner for at forhindre at de blev fanget på jorden. Brereton planlagde B-17 raids imod japanske flyvepladser i Formosa, i overensstemmelse med krigsplan Rainbow 5, men fik ikke tilladelse af General Douglas MacArthur. En serie omdiskuterede diskussioner og beslutninger fulgte, yderligere forstyrret af forvirrede og fejlagtige rapporter om japanske luftangreb, og dette forsinkede at flyvningerne blev godkendt. Ved den tid hvor Fæstningerne og de eskorterende Curtiss P-40 Warhawk jagere endelig var klar til at gå på vingerne, blev de ødelagt på jorden af angribende japanske bombefly fra Japans 11. Luftflåde. FEAF mistede halvdelen af sine fly under dette første angreb, og blev stort set udslettet i løbet af de næste par dage.
Under et andet tidligt engagement, den 10. december 1941, udførte ser.no 40-2045, ført af Colin Kelly et angreb på den japanske tunge krydser Ashigara. Bomberne blev kun 'tæt-på', og flyet skudt i brand. Kelly holdt den brændende Fæstning under kontrol længe nok til at besætningen kunne redde sig med faldskærm, hvorefter han benyttede sit brændende fly til at vædre slagskibet Haruna. Kelly blev posthumt belønnet med Distinguished Service Cross.
Det japanske flyver-es Saburō Sakai fik tilskrevet denne nedskydning, og han fik under kampen stor respekt for Fæstningens evne til at modtage beskadigelser og alligevel forblive flyvedygtig.
B-17 blev benyttet med ringe succes under de tidlige slag i Stillehavet, for eksempel Slaget om Koralhavet og Slaget om Midway. Mens de var udstationeret, fik B-17 fra Fifth Air Force til opgave at afbryde de japanske søforbindelser. Air Corps doktrinen foreskrev at der skulle bombes fra stor højde, men det blev hurtigt opdaget at kun omkring en af hundrede bomber ramte målet. Ikke desto mindre viste det sig at B-17 kunne operere i større højde end de fleste A6M Zero jagerfly kunne nå, og den tunge defensive bevæbning på B-17 var mere end et match for de kun let beskyttede japanske fly.
B-17s største succes i Stillehavet var under Slaget om Bismarck-havet, hvor de klarede at sænke eller beskadige adskillige japanske transportskibe. 

Den 2. marts 1943 angreb seks B-17 fra 64th Squadron, flyvende i 3.000m højde (10.000 ft.), en stor japansk konvoj af troppetransportskibe ud for kysten af Ny Guinea, og sænkede SS Kyokusei Maru 2 som transporterede 1.200 hærtropper, og beskadigede yderligere to transportskibe, Teiyo Maru og Nojima. 

Den 3. marts 1943 angreb 13 B-17, flyvende i 2.000 m højde (7.000 ft.), den samme konvoj og tvang den til at spredes, hvilket reducerede effektiviteten af konvojens antiluftskyts. Bombeflyene tiltrak et antal Mitsubishi A6M Zero jagerfly, som igen blev angrebet af eskorterende P-38 Lightning jagere. En B-17 brød sammen i luften, og besætningen var tvunget til at redde sig med faldskærme. Nogle af de japanske jagepiloter beskød B-17 besætningen, mens den hang i faldskærmene, og i vandet efter landingen. Fem af de japanske jagere der beskød den nødstedte besætning blev omgående angrebet og skudt ned af tre Lightnings, selv om disse også gik tabt. De allierede jagepiloter hævdede 15 Zeroer ødelagt, og B-17 besætninger krævede fem mere. De reelle japanske tab denne dag var syv fly nedskudt og tre beskadigede. De resterende syv transportskibe og tre af de otte destroyere herefter sænket med en kombination af beskydning med maskinvåben fra lav højde, udført af Bristol Beaufighter jagerbombere fra Royal Australian Air Force, og 'smut' bombning udført af USAAF North American B-25 Mitchell bombere i 30 m (100 ft.) højde, mens et antal B-17 landede fem træffere fra større højder. 

Om morgenen den 4. marts 1943 sænkede en B-17 destroyeren Asashio med en 230 kg. (500 lb.) bombe, mens destroyeren var beskæftiget med at redde overlevende fra Arashio.
På sit højeste var 168 stk. B-17 bombere udstationeret i stillehavsområdet i september 1942, men allerede midt i 1942 havde General Arnold besluttet at B-17 ikke var passende til den type operationer som var krævet i stillehavsområdet og udskiftede alle B-17 i området, først med B-24 og senere med B-29, så hurtigt det kunne lade sig gøre. Selv om udskiftningen ikke var færdig før midt i 1943, ophørte kampoperationerne med B-17 efter lidt over et år. De overlevende fly blev tildelt 54th Troop Carrier Wing's særlige afdeling for 'airdrops', og blev benyttet til at nedkaste forsyninger til jordtropper der var i nær kontakt med fjenden. Specielt indrettede 'airdrop' B-17 fly støttede australske kommandosoldater der opererede tæt på den japanske befæstning i Rabaul, som havde været et primært mål for B-17 operationer i 1942 og først i 1943.
B-17 blev stadig anvendt i Stillehavsområdet senere i krigen, men hovedsageligt i rollen som search and rescue fly. Et antal B-17G, omdøbt først til B-17H, senere til SB-17G, blev benyttet i krigens sidste år til at bære og nedkaste redningsbåde til nødstedte flybesætninger, der var skudt ned eller nødlandet til søs. Disse fly fik øgenavnet Dumbo efter kodenavnet for redningsmissionerne, og forblev i tjeneste i mange år efter slutningen af 2.verdenskrig.

### Nærforsvar
Før fremkomsten af langdistance eskortejagere havde B-17 kun deres 12,7mm (.50 BMG) Browning M2 tunge maskingeværer at forsvare sig med under bombetogterne over Europa. Efterhånden som krigen blev mere intens, benyttede Boeing tilbagemeldinger fra flybesætningerne for at forbedre bevæbning og pansring af de nye varianter. Den defensive bevæbning voksede fra fire 12,7mm maskingeværer plus et på 7,62 mm (0.30 in.) i næsen i B-17C, til tretten 12,7mm maskingeværer i B-17G. Men fordi bombeflyene ikke kunne manøvrere under jagerangreb, og endnu mindre under anflyvning til bombemålene, havde de individuelle fly problemer med at afvise et direkte angreb.
En undersøgelse udført i 1943 af USAAF fandt, at over halvdelen af de bombefly som tyskerne havde skudt ned, havde forladt beskyttelsen i hovedformationen. For at tage hånd om dette problem udviklede man bombe-gruppe formationen, som udviklede sig til den forskudte "kasse" ("combat box") formation, hvor alle B-17 med sikkerhed kunne dække alle andre fly i formationen med deres maskingeværer. Dette gjorde en formation af bombefly til et risikabelt mål for fjendtlige jagerfly. Luftwaffe jagerpiloter sammenlignede angrebet på en B-17 combat box formation med at møde et fliegendes Stachelschwein, et "flyvede pindsvin", med dusin af maskingeværer sigtende imod dem fra stort set alle tænkelige vinkler. Desværre gjorde denne faste formation det umuligt for individuelle fly at foretage undvigemanøvrer; det var nødvendigt at de fløj i en lige linje, og dette gjorde dem sårbare overfor det tyske flak. De tyske jagerfly udviklede senere en taktik for at imødegå 'kasserne'; i stedet for at beskyde et enkelt fly, foretog tyskerne hurtige overflyvninger på tværs af bombernes flyveretning, mens de beskød bombeflyene. På den måde kunne de gøre skade, og samtidigt udsætte sig for et minimum af beskydning. Som et resultat af alt dette havde B-17 en tabsrate på op til 25% på nogle af de tidlige missioner. Det var først med ankomsten af langdistance eskortejagere, i særdeleshed North American P-51 Mustang, og den resulterende svækkelse af Luftwaffe som en effektiv luftforsvarsstyrke mellem februar og juni 1944, at B-17 for alvor blev et strategisk potent våben.
B-17 var bemærkelsesværdig for sin evne til at absorbere kampskader, stadigvæk nå sit mål og bringe sin besætning sikkert hjem. Wally Hoffman, en B-17 pilot ved Eighth Air Force under 2.verdenskrig, fortæller: "Flyet kan hakkes og skæres til laser af fjendens ild, og stadigvæk bringe sin besætning hjem igen." Martin Caidin berettede om en hændelse, hvor en B-17 kolliderede med en Focke-Wulf Fw 190 under flyvning. Fæstningen mistede en motor og fik alvorlige skader på både styrbors haleplan og halefinnen, og blev slået ud af sin formation af kollisionen. Flyet blev rapporteret nedskudt af observatører, men det klarede at holde sig i luften og bragte sin besætning uskadt hjem. Flyets sejhed kompenserede for den kortere flyvestrækning og mindre bombelast, sammenlignet med B-24 og briternes tunge Avro Lancaster bombefly. Der gik historier om B-17 der returnerede til basen med halerne revet i strimler, ødelagte motorer, og store stykker af vingerne ødelagt af flak. Denne sejlivethed, sammen med det store antal fly i operationel tjeneste ved Eighth Air Force og berømmelsen fra dokumentarfilmen om Memphis Belle, gjorde B-17 til et helt centralt bombefly under krigen. Andre faktorer, som effektivitet under kamp og forskellige politiske sager, bidrog også til B-17's succes.

### Luftwaffe-angreb
Efter at have undersøgt vragene af adskillige B-17 og B-24, opdagede officerer fra Luftwaffe at det i gennemsnit tog 20 træffere med 20 mm ammunition, affyret bagfra, for at skyde et af disse bombefly ned. Piloter med gennemsnitlige evner ramte bombeflyene med kun cirka 2 % af de affyrede skud, så for at opnå 20 træffere, ville en gennemsnitlig pilot være nødt til at affyre tusind skud mod bombeflyet. Tidlige versioner af Fw 190, en af de bedste tyske 'interceptor' (afskærende eller opfangende) jagere, var udstyret med to 20 mm maskinkanoner type MG FF, som kun medførte 500 skud bæltefødt ammunition - der blev endda kun benyttet 60-skuds tromlemagasiner i ældre versioner. Senere fik jageren den langt bedre Mauser MG 151/20 maskinkanon, som havde en større effektiv rækkevidde end MG FF. Senere jagerversioner bar fire eller endog seks MG 151/20 kanoner samt to MG 131 13 mm maskingeværer. De tyske jagerpiloter fandt ud af at et frontalt angreb var mere effektivt; der var færre defensive våben, og piloten var ikke beskyttet af pansring som han var bagfra, så det tog kun fire eller fem træffere for at skyde en bomber ned.
For at rette manglerne ved Fw 190, blev antallet af kanoner fordoblet til fire, med en tilsvarende forøgelse af ammunitionsmængden, hvilket skabte specialversionen Sturmbock til neutralisering af bombefly. Denne version afløste de forældede og sårbare tomotors Messerschmitt Bf 110 "Zerstörer" tunge jagerfly, som ikke kunne overleve afværgeangreb udført af de P-51 Mustangs der på Maj. Gen. Jimmy Doolittles ordre fra tidligt i 1944 fløj forud for bombernes kasseformationer, for at skabe lokalt luftherredømme og rydde bombernes rute for Luftwaffe jagere. Fra 1944 blev Fw 190 opgraderet 'i felten' med Rheinmetall-Borsigs 30mm MK 108 kanon (Rüstsatz /R2 eller /R3); nu kunne en bomber skydes ned med ganske få træffere.
Fra midten af August 1943 forsøgte Luftwaffe sig med raketdrevne mortérgranater, Werfer-Granate 21, som var udviklet fra den succesfulde 21 cm Nebelwerfer - et morterrør under hver vinge af Luftwaffes enmotors jagere, og to under hver vinge på nogle få Messerschmitt Bf 110. Selv om rørene blev monteret så de blev affyret ca. 15° opad, var granatens lave hastighed (1150 km/t, 715 mph) og det karakteristiske ballistiske drop, såvel som det ringe antal fly udstyret med mortérerne, årsag til at Wfr. Gr. 21 aldrig havde den ønskede effekt på de Flyvende Fæstninger. Luftwaffe forsøgte sig også med kanoner af kaliber 37mm, 50mm og endog 75mm, monteret i tomotors jagerfly som de specielle Ju 88P jagerfly, såvel som i en enkelt version af Me 410 Hornisse, men disse forsøg havde kun ringe indflydelse på den amerikanske strategiske bomberoffensiv. Derimod havde Me 262 moderat succes imod B-17 sidst i krigen. Med den sædvanelige næse-monterede bevæbning af fire MK 108 kanoner, og med nogle eksemplarer senere forsynet med R4M raketter, affyret fra stativer under vingerne, kunne den beskyde bomberne uden for rækkevidden af de defensive våben, og nedskyde en bomber med en enkelt træffer, eftersom både MK 108 granaterne og sprænghovedet i R4M var fyldt med det stærkt brisante militære sprængstof Hexogen.

### B-17 som krigsbytte

#### Tyskland
Omkring 40 stk. B-17 blev taget som krigsbytte under 2.verdenskrig, i nogenlunde intakt tilstand efter nødlandinger eller efter at være blevet tvunget ned. Ca. 12 af disse fly kom på vingerne igen. Efter at have fået påmalet bjælkekors på skrog og vinger, plus et hagekors på halen, blev nogle af flyene benyttet til at vurdere B-17s sårbarheder, og til at træne tyske interceptor-piloter i angrebstaktikker.
Et eksempel er B-17F-27-BO, "Wulfe-Hound" 41-24585 fra 360th BS/303rd BG, tvunget ned 12. december 1942 nær Leeuwarden, Holland, under et raid på Rouen, Frankrig. Det var den første Fæstning der faldt intakt i tyskernes hænder, og blev fløjet af Kampfgeschwader 200 fra Marts 1944.
Andre, under dækdesignationerne Dornier Do 200 og Do 288 blev benyttet som langdistance transportfly af Kampfgeschwader 200, en enhed til særlige tjenester, og blev benyttet til nedkastning af agenter såvel som til at forsyne hemmelige flyvepladser i Mellemøsten og Nordafrika. B-17 blev særligt udvalgt til disse missioner, eftersom de var mere velegnet til formålet end de tyske fly der stod til rådighed; de blev ikke benyttet til forsøg på at svindle de Allierede styrker, og bar altid de fulde Luftwaffe markeringer. Een B-17 fra KG200, bærende fuld Luftwaffe bemaling plus KG200s skrogmarkering A3+FB, blev interneret i Spanien efter at den landede i lufthavnen i Valencia den 27. juni 1944, og forblev der indtil krigens slutning.
Det er blevet hævdet at nogle B-17 beholdt deres Allierede bemaling og blev benyttet af Luftwaffe i forsøg på at infiltrere B-17 bomberformationer, og indrapportere disses position og flyvehøjde. Til at begynde med var metoden succesfuld til at begynde med, men USAAF besætningerne udviklede hurtigt procedurer for først at advare, senere beskyde, 'fremmede' fly der forsøgte at slutte sig til en formation.

#### Sovjetunionen
USA tilbød ikke B-17 til Sovjetunionen som en del af våbenhjælpsprogrammet, men det lykkedes for Sovjetunionens luftvåben at få fat i mindst 73 fly. De fleste af disse fly havde nødlandet med mekaniske vanskeligheder efter bombetogter over Tyskland, eller var blevet beskadiget under et Luftwaffe raid mod Poltava. 23 af flyene blev renoveret til flyvedygtig stand, og blev placeret i 890ne bomberregiment under 45ne bomberdivision, men de kom aldrig i kamp. I 1946 blev regimentet tildelt en fabrik i Kasan, Tatarstan for at assistere med bestræbelserne på at piratkopiere den mere avancerede Boeing B-29. Dette lykkedes; det resulterende fly blev kendt under navnet Tupolev Tu-4.

#### Schweiz
Under den Allierede bomberoffensiv skete det undertiden at bombere fra USA eller Storbritannien entrede schweizisk luftrum, enten fordi de var beskadigede eller, værre, bombede schweiziske byer ved en fejltagelse. Schweiziske fly ville forsøge at afskære disse fly vejen, tvinge dem til landing og internere besætningerne. En schweizisk pilot blev dræbt af en amerikansk bomberbesætning i september 1944. Efter denne hændelse fik alle schweiziske fly påmalet røde og hvide neutralitetsstriber for at forhindre fejlagtige angreb.
Ifølge de officielle schweiziske optegnelser blev der talt 6.501 krænkelser af schweizisk luftrum under krigen, i alt 198 fremmede fly landede, og yderligere 56 fremmede fly styrtede ned indenfor grænsen. I oktober 1943 internerede schweizerne Boeing B-17F-25-VE, ser.no. 25841, og flyets amerikanske besætning efter at Fæstningen fik motorproblemer under et raid over Tyskland, og var tvunget til at nødlande. Flyet blev overført til Schweizer Luftwaffe, som benyttede bomberen til krigens slutning. For at holde flyet på vingerne benyttedes andre internerede, men ikke flyvedygtige B-17, som reservedelslager. Flyet blev bemalet mørk olivengrøn, men beholdt den lysegrå underside. Flyet bar det schweiziske hvide kors i røde firkanter på begge sider af sideroret, skroget, og på undersiden af vingerne, og bar hvide kors i røde rondeller på oversiden af begge vinger. På undersiden bar flyet desuden kendingsbogstaverne "RD" og "I" i meget lys grå på begge sider af nationalitetsmærket.

#### Japan
Tre beskadigede B-17, en "D" model og to "E" modeller, blev restaureret til flyvedygtig stand af japanske teknikere og mekanikere ved hjælp af dele som blev 'kannibaliseret' fra B-17 vrag fundet i Filippinerne og Nederlandsk Ostindien. De tre bombere, som bl.a. medførte det tophemmelige Norden Bombesigte, blev derefter fløjet til Japan hvor de undergik en ekstensiv teknisk evaluering af det Lufttekniske Forskningslaboratorie (Koku Gijutsu Kenkyujo) under Imperiets Hærs Luftvåben. "D" modellen blev anset for et forældet design, men de to "E" modeller blev anvendt til at udvikle taktikker for at modstå B-17 angreb - og, meget belejligt, også som fjendtlige fly i adskillige japanske propagandafilm. En af de tagne "E" modeller blev fotograferet og fik kodenavnet "Tachikawa 105" efter den havde fået målt sit vingespænd; de amerikanske fotoanalytikere fandt først ud af at det var en B-17 efter krigens afslutning. Der blev ikke fundet spor af flyene i Japan under besættelsen efter krigen; det antages at flyene blev ophugget og de kritisk efterspurgte materialer genbrugt sent i krigen.

### Efterkrigstiden

#### U.S. Air Force
Efter slutningen af 2.verdenskrig blev B-17 hurtigt udfaset som bomber, og Army Air Force tog det meste af sin flåde ud af drift. Besætningerne fløj deres fly tilbage over Atlanten til USA, hvor de fleste af flyene blev solgt som skrot og ophugget, selvom et betydeligt antal forblev i sekundær tjeneste som VIP transport, søredningstjenesten, og som fotorekognosceringsfly. Strategic Air Command (SAC) blev etableret i 1946, og benyttede B-17 til rekognoscering indtil 1949, først under typebetegnelsen F-9 [F for Fotorecon], senere RB-17. Med nedlæggelsen af U.S. Army Air Forces og etableringen af det nye og uafhængige U.S. Air Force i 1947, blev de fleste tiloversblevne B-17 overført til USAF.
USAF Air Rescue Service under Military Air Transport Service (MATS) benyttede B-17 som såkaldte "Dumbo" søredningsfly. Allerede i 1943 havde man påbegyndt arbejdet med at lade en B-17 medføre en lille nedkastelig redningsbåd, men disse fly kom først i europæisk tjeneste i februar 1945. Flyene blev også benyttet til at give SAR support til B-29 raids imod Japan. Omkring 130 stk. B-17 blev konverteret til søredningsrollen, først under navnet B-17H, senere som SB-17G. Nogle SB-17 fik fjernet den defensive bevæbning, mens andre beholdt den for at kunne operere tættere på kampzoner. SB-17 forblev i tjeneste under Koreakrigen, og var i tjeneste ved USAF indtil midt i 1950-ene.
I 1946 blev overskydende B-17 valgt som dronefly, beregnet på at tage luftprøver under Operation Crossroads, atomprøvesprængningerne i Stillehavet. Som drone kunne en B-17 flyves direkte igennem en paddehattesky mens den tog prøver, uden at en besætning ville lide under strålingen. Dette ledte til en mere udbredt konvertering af B-17 til både droner og dronekontrolfly, både til videre anvendelse under atomprøvesprængningerne, men også til anvendelse som skydemål for tests af jord-til-luft missiler og luft-til-luft missiler. I alt 107 stk. B-17 blev ombygget til droner. Den sidste operationelle mission fløjet af en USAF Fæstning foregik den 6. August 1959, da en DB-17P, ser.no.  44-83684 , styrede en QB-17G med start fra Holloman Air Force Base, New Mexico, og benyttede denne som skydemål for et AIM-4 Falcon luft-til-luft missil affyret fra en McDonnell F-101 Voodoo. En ceremoni blev holdt et par dage senere på Holloman AFB, hvorefter 44-83684 officielt udtrådte af tjeneste. Herefter blev flyet anvendt i et antal film, såvel som i 1960 TV show'et 12 O'Clock High før det blev sendt til Planes of Fame flymuseet i Chino, Californien. Den måske mest berømte af alle B-17, Memphis Belle, er sammen med B-17D The Swoose under restaurering til deres udseende under 2. verdenskrig. Dette foregår på National Museum of the United States Air Force, Wright-Patterson Air Force Base, Ohio.

#### U.S. Navy og Coast Guard
Under det sidste år mod slutningen af krigen, og en kort periode efter, modtog United States Navy (USN) 48 stk. tidligere USAAF B-17, beregnet til patrulje- og luftredningstjeneste. De to første fly, en B-17F (senere opgraderet til B-17G standard) og en B-17G blev modtaget af Flåden for at blive benyttet i forskellige udviklingsprojekter. Til at starte med opererede flyene under de originale USAAF designationer, men den 31. juli 1945 blev de tildelt det maritime flynavn PB-1, som tidligere havde været anvendt i 1925 til den eksperimentelle flyvebåd Boeing Model 50.
32 stk. B-17G blev benyttet af USN under navnet PB-1W, hvor bogstavet -W indikerede en luftbåren early warning (nærmest "fremskudt udkig") rolle. En stor radome til en S-bånds (15-7,5 cm bølgelængde) AN/APS-20 søgeradar blev monteret under skroget, den kom ekstra interne brændstoftanke og der blev monteret ophæng til droptanke under vingerne for at forøge flyets rækkevidde. Oprindeligt var B-17 også valgt på grund af den kraftige defensive bevæbning, men denne blev senere fjernet. Flyene blev malet mørkeblå, USN's standardfarve som var blevet indført sidst i 1944. PB-1W forblev i tjeneste ved USN indtil 1955, hvor den gradvist blev faset ud og erstattet med Lockheed WV-2 (kendt under navnet EC-121 i USAF. Flåden benyttede dette navn fra 1962), en militær version af ruteflyet Lockheed 1049 Constellation.
I juli 1945 blev 16 stk. B-17 overført til Coast Guard via USN; flyene fik til at begynde med tildelt U.S. Navy Bureau nummerering (BuNo), men blev afleveret til Coast Guard under navnet PB-1G fra juli 1946. PB-1G tilhørende Coast Guard blev udstationeret på et antal baser i USA og Newfoundland, med 5 stk. på Coast Guard Air Station Elizabeth City, North Carolina, to på San Francisco International Airport, to på NAS Argentia, Newfoundland, En på CGAS Kodiak, Alaska, og en i staten Washington. De blev primært anvendt i deres rolle som "Dumbo" søredningsfly, men blev også benyttet til at afpatruljere isbjerge og til fotokartografi. Coast Guards PB-1G tjente hele vejen gennem 1950'ene, det sidste fly blev taget ud af tjeneste den 14. oktober 1959.

#### Særlig tjeneste
CIAs dækfirmaer Civil Air Transport, Air America og Intermountain Aviation benyttede B-17 til 'Special operations' - som regel hemmelige missioner med et efterretningsformål. Et af disse fly var B-17G 44-85531, med den civile registrering N809Z. Disse fly blev fløjet fra Taiwan af taiwanesiske besætninger, og blev primært benyttet til nedkastning af hemmelige agenter indenfor grænserne af Folkerepublikken Kina. Fire B-17 blev skudt ned under disse missioner.
I 1957 blev de overlevende B-17 malet sorte, og fik fjernet al bevæbning. En af de Taiwan-baserede B-17 blev fløjet til Clark Air Base i Filippinerne midt i september, og skulle udføre hemmelige flyvninger ind i Tibet.
Den 28. maj 1962 fløj N809Z en mission med piloterne Connie Seigrist og Douglas Greyback ved styregrejerne. Deres opgave var at flyve Major James Smith, USAF og Lieutenant Leonard A. LeSchack, USNR til den forladte sovjetiske isstation NP 8 i Arktis. Operationen fik kodenavnet Operation Coldfeet. Smith og LeSchack sprang ud med faldskærm fra N809Z, og brugte adskillige dage på at gennemsøge stationen. Den 1. juni vendte Seigrist og Greyback tilbage, og samlede Smith og LeSchack op ved hjælp af et Fulton Skyhook system installeret på flyet. N809Z blev senere benyttet til en anden Skyhook opsamling; det skete i James Bond filmen Thunderball i 1965. Flyet, som nu er ført tilbage til sin originale B-17G konfiguration, bliver udstillet på Evergreen Aviation & Space Museum i McMinnville, Oregon.

#### Danmark
Danmark anskaffede en enkelt B-17 efter krigen.

##### Baggrund
Under krigen landede 68 stk. B-17 i det neutrale Sverige af forskellige årsager, fra simpelt motorvrøvl til svære krigsskader. Efter landingen blev fly og besætning interneret. Der blev bedrevet kurerflyvninger med DC-3 fly mellem Bromma flyveplads ved Stockholm og Prestwick i Skotland, men flyvningerne blev mere og mere risikable p.gr. af DC-3s relativt korte rækkevidde og tyskernes øgede opmærksomhed. Ved forhandlinger mellem svenskerne og den amerikanske flyattache oberstløjtnant Felix Hardison, kom en aftale i stand hvor svenskerene overtog ni af de internerede B-17 mod at returnere 300 amerikanske besætningsmedlemmer. Syv af flyene blev ombygget af SAAB til civile passagerfly ("Saab B-17 Felix") med plads til 14 passagerer, og kurerflyvningerne kunne nu udføres på en rute der gik fra Stockholm mod nord, udenfor Norsk luftterritorie, ud over Nordatlanten og ned til Skotland.

##### Civil anvendelse
To af de svensk ombyggede fly var en B-17G-35-DL, 42-107067, svensk civil registrering SE-BAR, og B-17G-35-BO, 42-32076 "Shoo Shoo Shoo Baby", svensk civil registrering SE-BAP. Kort tid efter krigen, i december 1945 blev SE-BAR og SE-BAP solgt til DDL. SE-BAR blev omregistreret til OY-DFE, men blev allerede i januar 1946 afskrevet til reservedele efter en kollision på jorden. SE-BAP blev omdøbt til OY-DFA "Stig Viking" og fløj for DLL indtil 25. juni 1947, hvor det blev taget ud af tjeneste.

##### Militær anvendelse
31. marts 1948 overtog Hærens Flyvertropper OY-DFA og omdøbte flyet til DAF672 (67-672) "Store Bjørn". Prisen var ca. ½ million kroner. Flyet blev ombygget med tre kameraer i næsepartiet, og en ekstra 1400 liters brændstoftank i bomberummet. Flyet blev benyttet til luftfotografering og luftkartografering af Grønland for Geodætisk Institut. 1. december 1949 var flyet blevet overført til Marinens Flyvevæsen, og 24. oktober 1952 blev flyet overført til ESK 721 under det nyoprettede Flyvevåbnet. Opgaverne i Grønland var løst 1. oktober 1953, og flyet blev sat på lager.

##### Videre skæbne
6. april 1955 blev "Store Bjørn" solgt videre til Frankrig via en mægler, og flyet genoptog sin tjeneste med luftfotografering, nu for det franske Institut Geographique National og med den franske civile registrering F-BGSH. Tjenesten foregik indtil 15. juli 1961, hvor flyet blev udrangeret og officielt frigivet til anvendelse som reservedele. Herefter stod flyet under åben himmel de næste 11 år, og blev langsomt til et vrag.
I 1971 blev flyet - uden motorer og indretning - overdraget til USAF, som fløj det til Wright-Patterson Air Force Base i en C-5 Galaxy. Efter endt renovering, fløj flyet for egen kraft og i sin originale bemaling som "Shoo Shoo Shoo Baby" den 13. eller 15. oktober 1988 til National Museum of the United State Air Force, også på Wright-Patterson AFB, hvor flyet nu er udstillet.

## Operatører
B-17 var et universelt anvendeligt fly og tjente ved snesevis af USAAF enheder på mange forskellige krigsskuepladser igennem 2.verdenskrig, såvel som i forskellige roller for RAF. Flyet blev primært anvendt i Europa, hvor flyets kortere rækkevidde og mindre bombelast, set relativt til lignende flytyper, ikke begrænsede flyets anvendelse på samme måde som f.eks. i Stillehavsområdet. Det største antal i drift (august 1944) var 4.574 verden over.
 Argentina
- Argentinas Flyvevåben (spansk: Fuerza Aérea Argentina) - Antal, anvendelse etc. ukendt.

 Bolivia
- Bolivia's Luftvåben (spansk: Fuerza Aérea Boliviana, FAB) - 7 stk. Boeing B-17G Flying Fortress, i tjeneste i årene 1956 - 1963.[166]

 Brasilien
- Brasiliens Luftvåben (Brazilian Air Force, portugisisk: Força Aérea Brasileira, FAB) - Antal, anvendelse etc. ukendt.

 Canada
- Det canadiske luftvåben (Royal Canadian Air Force, RCAF) - 6 stk. Boeing Fortress IIA (Britisk navngivning), i tjeneste i årene 1943 - 1946.[167]

 Colombia
- Colombias Luftvåben (spansk: Fuerza Aérea Colombiana, FAC) - Antal, anvendelse etc. ukendt.

 Danmark
- Flyvevåbnet - 1 stk. Boeing B-17G Flying Fortress, i tjeneste i årene 1950 - 1953.[168]

 Dominikanske Republik
- Det Dominikanske Luftvåben (spansk: Fuerza Aérea de República Dominicana) - 2 stk. Boeing B-17G, anvendt i årene 1947 - 1958.[169]

 Frankrig
- Det franske luftvåben (fransk: Armée de l'air) - en enkelt B-17 i drift.[170]

 Nazi Tyskland
- Nazitysklands luftvåben (Luftwaffe) - et antal B-17 taget som krigsbytte (Beuteflugzeug). Antal og typer ukendt, megen dokumentation gået tabt efter Nazitysklands sammenbrud.

 Iran
- Det iranske luftvåben (Imperial Iranian Air Force (IIAF)) - Antal, anvendelse etc. ukendt.

 Saudi-Arabien
- Det Kongelige Saudiarabiske Luftvåben ((arabisk: القوات الـجوية الـملكية الـسعودية, al-quwwāt al-ğawwiyyah al-malakiyyah as-suʿūdiyyah)) - Antal, anvendelse etc. ukendt.

 Israel
- Israels Luftvåben (Heyl Ha'Avir hebraisk: זרוע האוויר והחלל, Zroa HaAvir VeHaḤalal) - 4 stk. B-17G i tjeneste 1948 - 1958.[171]

 Japan
- Japans Imperielle Luftvåben - Mindst 3 stk. B-17 i tjeneste, efter at være blevet taget som krigsbytte.

 Mexico
- Mexico's Luftvåben (spansk: Fuerza Aérea Mexicana, FAM) - Antal, anvendelse etc. ukendt.

 Nicaragua
- Nicaraguas Luftvåben (spansk: Fuerza Aérea de Nicaragua, FAN) - Antal, anvendelse etc. ukendt.

 Peru
- Det Peruvianske Luftvåben (spansk: Fuerza Aérea del Perú, FAP) - Antal, anvendelse etc. ukendt.

 Portugal
- Det Portugisiske Luftvåben (portugisisk: Força Aérea Portuguesa, FAP) - 5 stk. SB-17G (søredningsfly) i tjeneste 1952 - 1960.[172]

 Sydafrika
- Sydafrikas Luftvåben (South African Air Force, SAAF) - Antal, anvendelse etc. ukendt.

 Taiwan
- Taiwans Luftvåben (Republic of China Air Force (ROCAF), kinesisk: 中華民國空軍; pinyin: Zhōnghuá Mínguó Kōngjūn) - Antal, anvendelse etc. ukendt. Et antal fly anvendt til efterretningsformål.

 Sovjetunionen
- Sovjetunionens Luftvåben (russisk: Военно-воздушные силы СССР, tr. Vojenno-vozdusjnyje sily SSSR) - Et antal allierede B-17; på trods af dette aldrig returneret, men beholdt som en slags 'krigsbytte'.

 Schweiz
- Schweiz' Luftvåben (tysk: Schweizer Luftwaffe; fransk: Forces aériennes suisses; italiensk: Forze aeree svizzere; rætoromansk: Aviatica militara svizra) - Enkelte fly benyttet under 2.verdenskrig efter nødlanding eller tvunget landing i neutralt territorie.

 Sverige
- Det Svenske Flyvevåben (svensk: Flygvapnet) - Antal, anvendelse etc. ukendt.

 Storbritannien
- Royal Air Force - Antal, anvendelse etc. ukendt.

 United States
- USA's hærs flyverkorps (United States Army Air Corps (USAAC)) - Den største bruger af alle typer B-17.

## Overlevende fly
Der er i øjeblikket (nyeste data, marts 2018) 47 stk. B-17 bevaret i komplet stand. Af disse er 11 stk. flyvedygtige. 40 af de 47 fly befinder sig i USA.
I Europa befinder sig:
- 44-8846, B-17G, "The Pink Lady", flyvedygtig, ejet af Forteresse Toujours Volante i Paris. Bemalet som 42-2960 "Pink Lady."
- 44-8889, B-17G, "Sleepy Time Gal", udstillet på museum i Musée de l’air et de l’espace, Paris.
- 44-83735, B-17G, "Mary Alice", udstillet på museum i Imperial War Museum Duxford, Cambridgeshire, UK. Bemalet som 42-31983 "Mary Alice."
- 44-83868, B-17G, udstillet på museum i Royal Air Force Museum London, London, UK.
- 44-85784, B-17G, "Sally B", flyvedygtig, tilknyttet Imperial War Museum Duxford, Cambridgeshire, UK.

For referencer og en mere komplet liste, se venligst listen på den engelske Wikipedia

## Fæstningen som et symbol
I USA blev B-17 symbolsk for landets luftmagt. I en meningsmåling, udført i 1943 af Consolidated Aircraft, havde 73% af 2.500 borgere hørt om Consolidated B-24 efter at der var kørt annoncer for B-24 i aviserne, men 90% havde hørt om B-17.
Efter de første B-17 var blevet afleveret til Air Corps 2nd Bombardment Group, blev de benyttet på flyvninger der skulle promovere deres rækkevidde og evnerne til at navigere. I januar 1938 fløj Colonel Robert Olds en YB-17 fra USAs østkyst til vestkysten, og satte en transkontinental rekord på 13 timer 27 minutter. Han brød også rekorden på returflyvningen, med et gennemsnit på 394 km/t (245 mph) på 11 timer 1 minut. Seks bombere fra 2nd Bombardment Group startede fra Langley Field den 15. februar 1938 som en del af en goodwill-flyvning til Buenos Aires, Argentina. Flyene returnerede den 27. februar efter at have udfløjet 19.000 km (12.000 mi), og syv fly tog turen til Rio de Janeiro, Brasilien, tre dage senere. I en vel-publicieret mission den 12. Maj samme år, "afskar" og fotograferede tre B-17 den italienske oceanliner SS Rex 980 km (610 mi) ud for Atlantkysten.
Mange piloter, som fløj både B-17 og B-24, foretrak B-17 for dens større stabilitet og lettere kontrol under formationsflyvning. Dens elektriske systemer var mindre sårbare for krigsskader end hydraulikken der blev anvendt i B-24, og B-17 fløj bedre med en motor stoppet. Under krigen viste den største offensive bomberstyrke, Eighth Air Force, en udtalt præference for B-17. Lieutenant General Jimmy Doolittle skrev om sin præference for at udruste Eighth med B-17, og nævnte den logistiske fordel ved at forsyne tropperne i felten med et minimum af forskellige flytyper, og dermed holde servicering og lagring af reservedele så simple som muligt. Af denne årsag ønskede han B-17 bombefly og P-51 jagere anvendt i Eighth. Hans synspunkt blev støttet af statistikere fra Eight, som kunne dokumentere at B-17 havde en langt højere rådighedsgrad og en meget bedre overlevelse i kamp end B-24. Flyets evne til at klare sig tilbage til basen ved utallige lejligheder, på trods af ekstensive kampskader, gjorde at flyets ry for overlevelse nærmest blev mytisk; historier og fotos af B-17 der havde overlevet alvorlige kampskader var vidt udbredt under krigen. På trods af en ringere ydelse og en mindre bombelast end de mere talstærke B-24, viste en undersøgelse af Eighth Air Force besætninger, at besætningerne i B-17 var langt mere tilfredse med deres fly.

## Bemærkelsesværdige B-17
- All American – Denne B-17F overlevede at næsten miste halen efter en kollision med en angribende Bf 109 over Tunesien, men klarede at returnere og lande sikkert på sin base i Algeriet, uden tab i besætningen. Er blevet nævnt som kilden til sætningen "Comin' in on a Wing and a Prayer" ("Komme hjem på én vinge og en bøn"). Billedet af den svært beskadigede All American er blevet kaldt et af de mest berømte fra 2.verdenskrig.[179][180]

- Hell's Kitchen – B-17F 41-24392 - En af kun tre tidlige B-17F i 414th BS der gennemførte mere end 100 kampflyvninger.[181]

- Lady Helene (B-17)|Lady Helene – Fløj 33 missioner januar–april 1945.

- Madras Maiden – Den sidste eksisterende B-17G "Pathfinder". Er renoveret til flyvedygtig stand.

- Mary Ann – En B-17D der ankom ubevæbnet til Hickam Field i Hawaii den 6. december 1941, midt under angrebet på Pearl Harbor. Fly og besætning blev omgående sat i tjeneste på Wake Island og i Filippinerne. Flyet blev berømt da dets oplevelser blev vist i filmen Air Force, en af de første patriotiske krigsfilm udgivet i 1943.[182]

- Memphis Belle – En af de første B-17 der overlevede en 'tour of duty' på 25 missioner i 8th Air Force. Flyet medvirkede i en propaganda/dokumentarfilm ("Memphis Belle: A Story of a Flying Fortress") såvel som spillefilmen "Memphis Belle fra 1990, baseret på dokumentaren fra 1944. Den originale dokumentarfilm kan bl.a. ses på YouTube.

- Murder Inc. – En bombeskytte med navnet på B-17 "Murder, Inc." malet på ryggen af sin jakke, blev nærmest taknemmeligt udnyttet til propaganda i tyske aviser.[183]

- Old 666 – En B-17 fløjet af den højest dekorerede flybesætning i stillehavsområdet.

- Rosie's Riveters – B-17F ser.no. 42-30758 fra 100th Bomb Group, ført af den højt dekorerede Robert Rosenthal, var det eneste overlevende fly fra 100th. der returnerede til basen RAF Thorpe Abbotts efter et raid 10. oktober 1943 mod Münster.

- Swamp Ghost B-17E Ser. no. 41-2446, en sjælden overlevende "E" model, som blev bjærget fra en sump i Papua New Guinea. Nu udstillet i Pacific Aviation Museum i Pearl Harbor.

- Texas Raiders – Den sidste U.S. Navy PB-1W i flyvedygtig stand, flyver for Commemorative Air Force Gulf Coast Wing i Houston, Texas.

- Ye Olde Pub – Dén B-17 som Franz Stigler (Tysk flyver-es med 27 luftsejre) ikke kunne få sig selv til at skyde på. Episoden blev foreviget i maleriet "A Higher Call" af John D. Shaw.[184]

- 5 Grand – Den 5.000ne producerede B-17, signeret overalt af de ansatte ved Boeing. Flyet tjente ved 333rd Bomb Squadron, 96th Bomb Group i Europe. Efter reparation efter en mavelanding blev flyet overført til 388th Bomb Group. Flyet returnerede fra tjeneste efter VE-dag, fløj for at promovere krigs obligationer, og blev derefter opbevaret i Kingman, Arizona. Der kunne ikke rejses penge til at sende flyet på museum, og det blev ophugget.[185]

## Bemærkelsesværdige B-17 piloter og besætninger
Mange B-17 besætningsmedlemmer modtog militære æresbevisninger, og i alt 17 modtog Medal of Honor, USAs højeste miltære dekoration.
Af de 17 modtagere, fik 11 tildelt udmærkelsen posthumt.
Et meget stort antal hele besætninger, enheder og enkelte medlemmer fik tildelt en bred vifte af udmærkelser, og mange fik senere høje stillinger inden for luftvåbnet.
- Lincoln Broyhill satte to individuelle rekorder på en enkelt dag: (1) flest tyske jetfly nedskudt af en enkelt kanonér under en mission (2 stk.), og (2) største antal tyske jets ødelagt af en enkelt kanonér under hele krigen (2 stk.).

- Gen Curtis LeMay (1906–1990): Blev chef for Strategic Air Command og stabschef for USAF.

- Lt Col Nancy Love (1914–1976) og Betty (Huyler) Gillies (1908–1998): de første kvindtlige piloter der blev certificeret til at flyve B-17, i 1943 og de første kvalificeret til at flyve for Women's Auxiliary Ferrying Squadron.[187]

- Brig Gen Paul Tibbets (1915–2007): Fløj med 97th Bombardment Group (Heavy) med både 8th Air Force i England og 12th Air Force i Nordafrika. Blev senere pilot på B-29 Enola Gay, og nedkastede den første atombombe over Hiroshima, Japan.

## Uheld og hændelser
Et stort antal B-17 gik tabt efter krigsskader, men derudover gik et antal tabt i forbindelse med træning, dårligt vejr, brand og alle tænkelige former for uheld og ulykker.
Det vil føre for vidt at komme med en opremsning her; en liste plus referencer kan findes på engelsk Wikipedia.

## Specificationer (B-17G)
| Besætning:                        | 10                                   | Pilot, Co-pilot, navigatør, bombeskytte, flymekaniker, radiooperatør, skytter. |
| Længde:                           | 22,66 m                              | 74 ft. 4 in.                                                                   |
| Højde:                            | 5,82 m                               | 19 ft. 1 in.                                                                   |
| Spændvidde:                       | 31,62 m                              | 103 ft. 9 in.                                                                  |
| Vingeareal:                       | 131,92 m²                            | 1.420 ft²                                                                      |
| Tomvægt:                          | 16.391 kg                            | 36.135 lb.                                                                     |
| Max. vægt:                        | 24.500 kg                            | 54.000 lb.                                                                     |
| Max. takeoff vægt:                | 29.700 kg                            | 65.500 lb.                                                                     |
| Motor:                            | 4 x Wright R-1820-97 "Cyclone"       | Turbo-superladet Stjernemotor                                                  |
| Effekt:                           | 4 x 895 kW                           | 4 x 1.200 hk                                                                   |
| Propel:                           | 4 stk.                               | 3-bladet                                                                       |
| Max. fart:                        | 249 kn.                              | 462 km/t / 287 mph                                                             |
| Marchfart:                        | 158 kn.                              | 293 km/t / 182 mph                                                             |
| Rækkevidde:                       | 1.738 nmi                            | 3.219 km / 2.000 mi. med 2.700 kg /6.000 lb bombelast.                         |
| Max.flyvehøjde:                   | 10.850 m                             | 35.600 ft.                                                                     |
| Stigehastighed:                   | 4,6 m/sek                            | 900 ft/min                                                                     |
| Vingebelastning:                  | 185,7 kg/m²                          | 38,0 lb/ft²                                                                    |
| Effekt/masse:                     | 150W/kg                              | 0.089 hk/lb                                                                    |
| Sideforhold:                      | 7,57                                 |                                                                                |
| Vinge:                            | NACA 0018                            | NACA 0010                                                                      |
| Bevæbning:                        | 13 stk. 12.7 mm (.50 in) Browning M2 | maskingeværer placeret i 8 affutager.                                          |
| Bombelast (kortdistance, overlæs) | 7.800 kg                             | 17.600 lb                                                                      |
| Bombelast (< 400 mi.)             | 3.600 kg                             | 8.000 lb                                                                       |
| Bombelast ( 800 mi.)              | 2.000 kg                             | 4.500 lb                                                                       |

## Yderligere læsestof
- Birdsall, Steve. The B-17 Flying Fortress. Dallas, Texas: Morgan Aviation Books, 1965.
- Davis, Larry. B-17 in Action. Carrollton, Texas: Squadron/Signal Publications, 1984. ISBN 0-89747-152-0.
- Jablonski, Edward. Flying Fortress. New York: Doubleday, 1965. ISBN 0-385-03855-0.
- Johnsen, Frederick A. Boeing B-17 Flying Fortress. Stillwater, Minnesota: Voyageur Press, 2001. ISBN 1-58007-052-3.
- Lloyd, Alwyn T. B-17 Flying Fortress in Detail and Scale, Vol. 11: Derivatives, Part 2. Fallbrook, California: Aero Publishers, 1983. ISBN 0-8168-5021-6.
- Lloyd, Alwyn T. B-17 Flying Fortress in Detail and Scale, Vol. 20: More derivatives, Part 3. Blue Ridge Summit, Pennsylvania: Tab Books, 1986. ISBN 0-8168-5029-1.
- Lloyd, Alwyn T. and Terry D. Moore. B-17 Flying Fortress in Detail and Scale, Vol. 1: Production Versions, Part 1. Fallbrook, California: Aero Publishers, 1981. ISBN 0-8168-5012-7.
- O'Leary, Michael. Boeing B-17 Flying Fortress (Osprey Production Line to Frontline 2). Botley, Oxford, UK: Osprey Publishing, 1999. ISBN 1-85532-814-3.
- Thompson, Scott A. Final Cut: The Post War B-17 Flying Fortress, The Survivors: Revised and Updated Edition. Highland County, Ohio: Pictorial Histories Publishing Company, 2000. ISBN 1-57510-077-0.
- Willmott, H.P. B-17 Flying Fortress. London: Bison Books, 1980. ISBN 0-85368-444-8.
- Wagner, Ray, "American Combat Planes of the 20th Century", Reno, Nevada, 2004, Jack Bacon & Company, ISBN 0-930083-17-2.